# Muddalgundi, Kushtagi
Muddalgundi là một làng thuộc tehsil Kushtagi, huyện Koppal, bang Karnataka, Ấn Độ.